# Andrea Mattone
Andrea Mattone (Vigevano, 18 marzo 1995) è un atleta paralimpico italiano, specializzato in più discipline dell'atletica leggera.

## Biografia
Viene soprannominato "Il mattone potente" da alcuni suoi amici ed estimatori per il suo carattere duro ma anche abbastanza carino con tutti, la sua personalità battagliera oltre ad un'innata predisposizione a fare tante gare in brevi spazi di tempo. Andrea è atleta FISDIR/FISPES per la classificazione funzionale TF20 dal 2019 dopo che nel 2012 gli è stata diagnosticata la sindrome di Asperger.
Ad oggi risulta l'unico atleta italiano paralimpico che si districa costantemente in più specialità dell'atletica leggera con i parametri assoluti dei normodotati. In FIDAL gareggia tuttora per la FuturAtletica Piemonte di Biella ed è tesserato anche come giudice gare regionale FIDAL Piemonte dal 2021 dopo aver conseguito la qualifica provinciale nel 2019. Dal 2024 è istruttore tecnico federale.
Come società di appartenenza, nel 2022 si accasa all' ASC Anthropos di Civitanova Marche per l'attività paralimpica e ad aprile supera la visita di classificazione internazionale fino a diventare per la prima volta convocabile in azzurro cone atleta della classificazione II3 (autismo o spettro autistico e quoziente intellettivo maggiore di 75)

## Record nazionali
- 200 m indoor II3: 24"52 ( Ancona, 18 gennaio 2025)
- 400 m II3: 52"87 ( Molfetta, 1 giugno 2024)
- 400 m indoor II3: 54"43 ( Ancona, 22 marzo 2025)
- 60 m ostacoli indoor II3: 9"93 ( Ancona, 25 febbraio 2023)
- 110 m ostacoli II3: 19"95 (0,0 m/s) ( Montebelluna, 13 maggio 2023)
- 400 m ostacoli II3: 1'03"21 ( Boissano, 25 giugno 2024)
- Salto con l'asta II3: 1,70 m ( Vercelli, 4 maggio 2025)
- Salto in alto II3: 1,56 m  Vercelli, 4 maggio 2024)
- Salto in alto indoor II3: 1,59 m ( Ancona, 25 febbraio 2023)
- Salto in lungo II3: 5,82 m (1,5 m/s) ( Chiuro, 22 aprile 2024)
- Salto in lungo indoor II3: 5,62 m ( Ancona, 16 marzo 2024)
- Salto triplo II3: 12,42 m (1,7 m/s) ( Treviso, 16 aprile 2023)
- Salto triplo indoor II3: 12,20 m ( Ancona, 26 febbraio 2023)
- Getto del peso indoor II3: 8,05 m ( Ancona, 25 febbraio 2023)
- Getto del peso (6 kg) II3: 8,85 m ( Uppsala, 15 giugno 2024)
- Lancio del disco (1,5 kg) II3: 24,11 m ( Uppsala, 14 giugno 2024)
- Tiro del giavellotto (700 g) II3: 22,07 m ( Uppsala, 13 giugno 2024)
- Lancio del martello II3: 14,62m ( Novara, 5 febbraio 2023)
- Pentathlon indoor II3: 2 460 p. ( Ancona, 16 marzo 2024)
- Eptathlon II3: 3 019 p. ( Molfetta, 5 giugno 2022)

## Palmarès
| Anno | Manifestazione | Sede    | Evento               | Risultato | Prestazione | Note           |
| ---- | -------------- | ------- | -------------------- | --------- | ----------- | -------------- |
| 2024 | Europei        | Uppsala | 200 m piani          | Argento   | 24"00       |                |
| 2024 | Europei        | Uppsala | 400 m piani          | Oro       | 53"62       |                |
| 2024 | Europei        | Uppsala | Salto in lungo       | Oro       | 5,44 m      | Record europeo |
| 2024 | Europei        | Uppsala | Getto del peso       | Oro       | 8,85 m      | Record europeo |
| 2024 | Europei        | Uppsala | Lancio del disco     | Oro       | 24,11 m     | Record europeo |
| 2024 | Europei        | Uppsala | Tiro del giavellotto | Oro       | 22,07 m     | Record europeo |

## Campionati nazionali
2019
- Oro ai campionati italiani FISPES+FISDIR indoor (Ancona), salto in alto T20 - 1,48 m
- Oro ai campionati italiani FISPES+FISDIR indoor (Ancona), salto in lungo T20 - 5,35 m
- Oro ai campionati italiani FISDIR (Macerata), 400 m hs T20 - 1'06"15
- Oro ai campionati italiani FISDIR (Macerata), salto triplo T20 - 11,45 m

2020
- Oro ai campionati italiani FISPES+FISDIR indoor (Ancona), salto triplo T20 - 10,35 m
- Oro ai campionati italiani FISPES+FISDIR indoor (Ancona), pentathlon P20 - 2 223 p.
- Oro ai campionati italiani FISPES (Jesolo), salto in alto T20 - 1,50 m
- Bronzo ai campionati italiani FISPES (Jesolo), salto in lungo T20 - 5,22 m
- Oro ai campionati italiani FISPES (Jesolo), salto triplo T20 - 11,31 m
- Oro ai campionati italiani FISDIR (Pescara), 400 m hs T20 - 1'04"37
- Oro ai campionati italiani FISDIR (Pescara), eptathlon P20 - 2 785 p.

2021
- Oro ai campionati italiani FISPES+FISDIR indoor (Ancona), salto triplo T20 - 10,96 m
- Oro ai campionati italiani FISPES+FISDIR indoor (Ancona), pentathlon P20 - 1 988 p.
- Oro ai campionati italiani FISPES (Concesio), salto in alto T20 - 1,60 m
- Oro ai campionati italiani FISPES (Concesio), salto in lungo T20 - 5,15 m
- Oro ai campionati italiani FISPES (Concesio), salto triplo T20 - 11,58 m
- Oro ai campionati italiani FISDIR (Nuoro), 400 m hs T20 - 1'08"95
- Oro ai campionati italiani FISDIR (Nuoro), eptathlon P20 - 2 422 p.

2022
- Oro ai campionati italiani FISPES+FISDIR indoor (Ancona), 4x400 m T20 - 4'03"45
- Oro ai campionati italiani FISPES+FISDIR indoor (Ancona), salto triplo T20 - 11,58 m
- Oro ai campionati italiani FISPES+FISDIR indoor (Ancona), pentathlon P20 - 2 067 p.
- Oro ai campionati italiani FISDIR (Molfetta), 400 m hs T20 - 1'05"85
- Oro ai campionati italiani FISDIR (Molfetta), eptathlon P20 - 3 019 p.
- Oro ai campionati italiani FISDIR (Molfetta), 4×100 m T20 - 48"37
- Oro ai campionati italiani FISDIR (Molfetta), 4×400 m T20 - 4'29"45
- Oro ai campionati italiani FISPES (Padova), salto in alto T20 - 1,50 m
- Oro ai campionati italiani FISPES (Padova), salto in lungo T20 - 5,26 m
- Oro ai campionati italiani FISPES (Padova), salto triplo T20 - 11,80 m
- Oro a squadre ai campionati italiani di società FISPES (Brescia), CDS Promozionale - 73140 punti
- Oro a squadre ai campionati italiani di società FISPES (Brescia), CDS Assoluto - 35159 punti

2023
- Argento ai campionati italiani FISDIR indoor (Ancona), 4x200 m II1+II3 - 1'47"93
- Argento ai campionati italiani FISDIR indoor (Ancona), 4x400 m II1+II3 - 4'38"18
- Oro ai campionati italiani FISDIR indoor (Ancona), salto triplo II3 - 12,20 m
- Oro ai campionati italiani FISDIR indoor (Ancona), pentathlon II3 - 2 423 p.
- DNS ai campionati italiani FISDIR (Montebelluna), 400 m hs II3
- Oro ai campionati italiani FISDIR (Montebelluna), eptathlon II3 - 2 912 p.
- Oro ai campionati italiani FISDIR (Montebelluna), 4×100 m II1+II3 - 50"43
- Oro ai campionati italiani FISDIR (Montebelluna), 4×400 m II1+II3 - 3'58"47

2024
- Argento ai campionati italiani FISDIR indoor (Ancona), 4x200 m II1+II3 - 1'45"98
- Oro ai campionati italiani FISDIR indoor (Ancona), 4x400 m II1+II3 - 4'06"87
- Oro ai campionati italiani FISDIR indoor (Ancona), salto triplo II3 - 12,05 m
- Oro ai campionati italiani FISDIR indoor (Ancona), pentathlon II3 - 2 460 p.
- Oro ai campionati italiani FISDIR (Molfetta), 400 m II3 - 52"87
- Oro ai campionati italiani FISDIR (Molfetta), salto in lungo II3 - 5,36 m
- Argento ai campionati italiani FISDIR (Molfetta), 4×100 m II1+II3 - 49"93
- Oro ai campionati italiani FISDIR (Molfetta), 4×400 m II1+II3 - 3'51"98

2025
- Oro ai campionati italiani FISDIR indoor (Ancona), 400 m II3 - 54"43
- Oro ai campionati italiani FISDIR indoor (Ancona), salto in lungo II3 - 5,30 m
- Argento ai campionati italiani FISDIR indoor (Ancona), 4×200 m II1+II3 - 1'47"01
- Argento ai campionati italiani FISDIR indoor (Ancona), 4×400 m II1+II3 - 4'10"56
- Oro ai campionati italiani FISDIR (Molfetta), 400 m II3 - 53"28
- Oro ai campionati italiani FISDIR (Molfetta), salto in lungo II3 - 5,55 m
- Argento ai campionati italiani FISDIR (Molfetta), 4×100 m II1+II3 - 50"20
- Argento ai campionati italiani FISDIR (Molfetta), 4×400 m II1+II3 - 3'59"43

## Altre competizioni
2023
- 2º al Golden Gala ( Firenze), 100 m piani II1+II3 - 12"04

2024
- 4º al Golden Gala ( Roma), 100 m piani II1+II3 - 12"00